# Federico Augusto Rutowsky
Federico Augusto, Conde Rutowsky (también escrito Rutowski) (Varsovia/Dresde [?], 19 de junio de 1702-Pillnitz, 16 de marzo de 1764), fue un Mariscal de Campo sajón quien comandó a las fuerzas sajonas en el Sitio de Pirna durante la guerra de los Siete Años.

## Biografía

### Primeros años
Era un hijo ilegítimo de Augusto el Fuerte, rey de Polonia y elector de Sajonia, y de su amante Fátima (o Fatime) quien era de origen turco; ella fue capturada durante la batalla de Buda por Hans Adam von Schöning. Después se convirtió en amante del rey, fue cristianizada como María Ana y se trasladó a la corte de Dresde.
El niño tomó el nombre de su padre, pero poco después del nacimiento Fátima contrajo matrimonio a instancias de Augusto con su chambelán Johann Georg de Spiegel. Federico Augusto se trasladó a las fincas de la familia Spiegel, pero su padre se preocupó de su educación, que le llevó entre otras cosas a ir a París, donde conoció a su hermanastra Anna Karolina (la posterior condesa Orzelska) y la trajo a Dresde.
Fátima, a pesar de su matrimonio, permaneció como amante de Augusto. En 1706, dio a luz un segundo hijo del rey, una niña, llamada Maria Anna Katharina. Sin embargo, pronto Federico Augusto y su hermana pasaron a ser huérfanos: Johann Georg de Spiegel murió en 1715 y su madre Fátima cinco años después. 
Augusto el Fuerte tomó la tutela de los hijos, pero solo los reconoció y legitimó en 1724. Poco después, los elevó, por su derecho como rey de Polonia, con el título polaco de Conde Rutowski y Condesa Rutowska. El escudo de armas proporcionado muestra un rombo sajón con corona así como el águila blanca polaca.
El 8 de octubre de 1724 Federico Augusto, ahora Conde Rutowski, obtuvo de su padre la más alta condecoración de los territorios de Wettin, la Orden del Águila Blanca, lo que le dio el rango de Oberst en el Ejército sajón.

## Carrera militar
Después de un viaje a Múnich y Venecia, Rutowski llegó en febrero de 1725 a la corte del rey de Cerdeña y Duque de Saboya, Víctor Amadeo II en Turín, donde asumió el mando del regimiento del Piamonte y fue guarnecido en Alessandria. El posible encanto de esta ciudad le urgió a escribir a su padre, pidiéndole permiso para entrar en el servicio francés con el propósito de permanecer en Turín. Su padre rechazó su petición y pidió su retorno.
El 26 de mayo de 1727 se convirtió en Mayor-General del Ejército sajón y poco después sirvió a las órdenes de Prusia; sin embargo, en 1729 retornó de nuevo al Ejército sajón. Durante los siguientes años, en la guerra de sucesión polaca, participó en las campañas en Polonia y en el Rin, convirtiéndose en Teniente-General el 1 de enero de 1736 y comandante de la Garde du Corps. Como tal en 1737 fue el líder del contingente sajón en la guerra contra los turcos en Hungría.
El 21 de abril de 1738 fue ascendido a general de Caballería, el 9 de agosto de 1740 nombrado gobernador de Dresde y comandante de la Guardia de Granaderos, Obristhaus el 10 de agosto y Landzeugmeister. El 10 de enero de 1742 fue seleccionado Comandante de un Regimiento de Dragones.
Durante la primera guerra de Silesia comandó las tropas sajonas en Bohemia y participó el 26 de noviembre de 1742 en el asalto de Praga. Federico Augusto comandó las tropas que permanecieron en la retaguardia en Sajonia, y luchó con estas tropas y el grueso de las tropas sajonas que volvían de Bohemia en la batalla de Kesselsdorf en las cercanías de Dresde (15 de diciembre de 1745), donde sufrió una derrota crucial en la segunda guerra de Silesia contra el Príncipe Leopoldo I de Anhalt-Dessau.
El 6  de enero de 1746 alcanzó el rango de General en Chef, y el 11 de enero de 1749, finalmente, fue ascendido a Mariscal de Campo. Durante los siguientes años de paz, no consiguió pese a los múltiples esfuerzos, el evitar los recorte en el Ejército sajón por parte del primer ministro Heinrich von Brühl, que redujo gravemente su efectividad. 

### Sitio de Pirna
En el repentino estallido de la guerra de los Siete Años, concentró al Ejército sajón de solo 18.100 hombres en una posición defensiva fuerte en las cercanías de Pirna. Resistió un sitio de 6 semanas, pero tuvo que capitular el 16 de octubre de 1756, convirtiéndose en prisionero de Federico II de Prusia. 
Durante los años de guerra Rutowsky permaneció en Sajonia y renunció a todas sus funciones militares después del Tratado de Hubertusburg el 8 de marzo de 1763. Murió un año más tarde, a la edad de 62 años.

## Matrimonio e hijos
El 4 de enero de 1739 Federico Augusto contrajo matrimonio con la Princesa Ludovika Amalie Lubomirska. Su único hijo, Augusto José, Conde Rutowsky (n. 2 de agosto de 1741) murió de viruela en Brunswick, el 17 de enero de 1755.